# Tarzan (videogioco 1986)
Tarzan è un videogioco di avventura dinamica basato con licenza ufficiale sulla saga di Tarzan, pubblicato nel 1986 per gli home computer Acorn Electron, Amstrad CPC, BBC Micro, Commodore 64 e ZX Spectrum dall'editrice britannica Martech.
Il sonoro tribale di Rob Hubbard della versione Commodore 64 ricevette alcuni giudizi estremamente positivi dalla critica.

## Trama
Il capo tribù Usanga ha rapito Jane e minaccia di ucciderla se Tarzan non recupererà per lui entro tre giorni le sette pietre preziose, dette gli Occhi dell'Arcobaleno, che sono state rubate dal tempio della tribù. Le pietre sono disperse in luoghi sconosciuti e Tarzan deve avventurarsi attraverso giungla, caverne e templi. Trovate tutte le pietre dovrà anche raggiungere in tempo il luogo in cui Jane è tenuta prigioniera.

## Modalità di gioco
Il giocatore controlla Tarzan e deve esplorare il labirinto della giungla passando di schermata in schermata. Ci sono in tutto oltre 200 schermate e ciascuna è bidimensionale con terreno piano e visuale di lato.
Tarzan può muoversi a destra e a sinistra, fare salti acrobatici, aggrapparsi a liane penzolanti, chinarsi, dare pugni alti o bassi. Per cambiare schermata deve uscire da una delle due estremità dello schermo, se non sono ostruite, oppure imboccare eventuali passaggi trasversali, a volte nascosti dal paesaggio e non immediati da individuare.
Vanno inoltre trovati diversi oggetti che appaiono sotto forma di scatole, di cui non si conosce il contenuto finché non vengono raccolti; tra questi funi, torce, scimmie amichevoli e naturalmente le sette pietre. Gli oggetti ottenuti vengono mostrati in un inventario alla base dello schermo e in alcuni casi vanno successivamente utilizzati nel luogo opportuno selezionandoli con un cursore.
Si possono incontrare diversi nemici o altri pericoli da evitare o combattere, tra cui indigeni, lance volanti, cacciatori bianchi, buche, sabbie mobili, tigri, serpenti, ragni. Oltre a consumare l'energia e le vite, i pericoli non evitati causano il passaggio più rapido del tempo totale a disposizione. Il tempo non viene mostrato con precisione, ma lo scorrere dei tre giorni è visibile dal ciclo di luce e oscurità nella giungla. 